# Allacciate le cinture (colonna sonora)
Allacciate le cinture è la colonna sonora dell'omonimo film di Ferzan Özpetek del 2014.
L'album è stato pubblicato su supporto fisico dal 4 marzo 2014, mentre dal 28 febbraio 2014 è stato pubblicato digitalmente attraverso iTunes.

## Il disco
Le musiche originali composte per il film sono di Pasquale Catalano, già autore delle colonne sonore dei precedenti lavori di Ozpetek, Mine vaganti e Magnifica presenza.
Oltre le musiche di Catalano, la colonna sonora comprende brani di vari artisti; A mano a mano di Riccardo Cocciante nella versione interpretata da Rino Gaetano (il brano accompagna il trailer e titoli di coda del film), il classico At Last di Etta James e un'inedita versione di It's Raining Men dei Dolapdere Big Gang.

## Tracce
1. A mano a mano (Q Concert) – Rino Gaetano – 3:33
2. Tema dolce – Pasquale Catalano – 2:23
3. Zie – Pasquale Catalano – 1:46
4. Tema di Antonio – Pasquale Catalano – 1:45
5. Bexo – Aynur – 4:48
6. Benzinaio – Pasquale Catalano – 1:24
7. Fratello – Pasquale Catalano – 2:02
8. Doum Doum Doum (Acoustic Version) – Awa Ly – 4:40
9. Tema di Elena – Pasquale Catalano – 3:18
10. Altre zie – Pasquale Catalano – 1:14
11. Pensilina – Pasquale Catalano – 1:14
12. It's Raining Men – Dolapdere Big Gang – 4:08
13. Egle – Pasquale Catalano – 1:48
14. Sobrietà – Pasquale Catalano – 1:45
15. Just Another Day – Pis'ton – 3:52
16. Lo sguardo di Elena – Pasquale Catalano – 1:48
17. Bar Tarantola – Pasquale Catalano – 1:18
18. At Last – Etta James – 2:59
19. Elena adagio – Pasquale Catalano – 4:24
20. Notte casa – Pasquale Catalano – 1:34
21. Mare verso – Pasquale Catalano – 1:01
22. Silvia – Pasquale Catalano – 0:59
23. Coerenza – Pasquale Catalano – 2:05
24. Tema dolce rep. – Pasquale Catalano – 2:25